# Link-state routing protocol
Link-state routing protocol (en anglès protocol d'enrutament d'estat d'enllaç) és un dels dos protocols d'enrutament principals usats en xarxes de commutació de paquets per a comunicacions d'ordinadors. Exemples d'aquest protocol inclou l'OSPF (Open Shortest Path First) i l'IS-IS (intermediate system to intermediate system). El concepte bàsic del protocol d'enrutament d'estat d'enllaç és que cada node construeix una mapa de la connectivitat de la xarxa, en forma de graf, mostrant quins nodes estan connectats. Aleshores cada node calcula independentment la seva millor ruta a cada possible node de destinació de la xarxa. La col·lecció d'aquests millors camins formaran la taula d'enrutament de cada node, que no compartiran amb els altres nodes de la xarxa. Altrament, els Protocols de vector de distàncies cada node comparteix la seva taula d'enrutament amb els seus nodes veïns.

## Algorisme d'enrutament
L'algorisme per a esbrinar la taula d'enrutament :
- Cada node té la responsabilitat de trobar els seus veïns i el seu nom, mitjançant petits paquets que s'envien entre els ruters.
- Es calcula la taula inicial amb la informació anterior.
- Es troben els millors camins per a cada destí a través d'algorismes d'optimització com l'algorisme voraç o l'algorisme de Dijkstra.